# القصبة (عمران)
القصبة هي إحدى قرى الجمهورية اليمنية. وهي تتبع جغرافيًا لمحافظة عمران. وإداريًا لمديرية خمر. يبلغ تعداد سكانها 1476 نسمة حسب الإحصاء الذي جرى عام 2004.